# Франческо III Гонзага
Франче́ско Гонза́га (итал. Francesco Gonzaga; 10 марта 1533, Мантуя, Мантуанское герцогство — 22 февраля 1550, там же) — представитель дома Гонзага, 2-й герцог Мантуи под именем Франче́ско III и 30-й маркграф Монферрато под именем Франче́ско I с 1540 года.
Сын Федерико II, герцога Мантуи, он же маркграф Монферрато под именем Федерико I, и Маргариты Монферратской. Наследовал отцу в юном возрасте. Регентами при нём были мать и дядьки по отцовской линии — Ферранте I, граф Гвасталлы и кардинал Эрколе Гонзага. В 1549 году юный герцог сочетался браком с эрцгерцогиней Екатериной Австрийской. Умер, не достигнув совершеннолетия и не оставив потомства.

## Биография
Франческо Гонзага родился в Мантуе 10 марта 1533 года. Он был первым ребёнком и старшим сыном в семье Федерико II, герцога Мантуи и маркграфа Монферрато и его супруги Маргариты Монферратской, принцессы из дома Палеологов. По отцовской линии приходился внуком Франческо II, маркграфу Мантуи и Изабелле Феррарской и Моденской, принцессе из дома Эсте. По материнской линии был внуком Гульельмо IX, маркграфа Монферрато и Анны Алансонской, принцессы из дома Валуа.
Сразу после рождения наследника, двор в Мантуе сообщил об этом римскому папе и императору Священной Римской империи. Народные торжества по этому случаю привели к пожару в городе, во время которого сгорел архив в ратуше. В знак признательности Богоматери, родители преподнесли церкви в дар серебряную статую своего первенца, в точности воспроизводившую его рост и вес. В честь рождения принца художник Джулио Романо получил заказ на создание цикла из двенадцати картин о детстве и юности Юпитера. Как наследному принцу, Франческо был присвоен титул маркграфа Вьяданы, который он носил до конца 1540 года.
Через неделю после смерти отца, 5 июля 1540 года на площади перед герцогским дворцом и собором, принц был провозглашён герцогом Мантуи под именем Франческо III. Он также стал маркграфом Монферрато под именем Франческо I. В этом феоде его соправительницей, как и при покойном отце, была мать — последняя представительница дома Палеологов, маркграфов Монферрато.
До достижения совершеннолетия над принцем было установлено регентство вдовствующей герцогини и дядек по отцовской линии — кондотьера Ферранте Гонзага, маркграфа Мольфетты, суверенного графа Гвасталлы и кардинала Эрколе Гонзага, епископа Мантуи. Маргарита Монферратская не вмешивалась в дела государства, предоставив правление братьям покойного мужа, из которых фактически герцогством управлял кардинал. Его действия привели к укреплению финансового положения правящей династии. Он значительно сократил придворный штат и предпринял ряд мер для развития экономики герцогства, например, способствовал росту производства тканей. Для Франческо дядя-кардинал пригласил ко двору в Мантуе известных преподавателей, среди которых были дипломат Джованни Аньелли, литератор Бенедетто Лампридио, эрудит Кандидо Альбино.
28 июня 1543 года, во время пребывания в замке Кастель-Гоффредо в гостях у кондотьера Луиджи Алессандро Гонзага, ещё одного родственника юного герцога, император Карл V посетил замок Медоле, где, в присутствии регентов, предоставил десятилетнему правителю имперскую инвеституру над ленами Священной Римской империи — герцогством Мантуи и маркграфством Монферрато. Днём ранее было объявлено о свадьбе Франческо и племянницы императора, эрцгерцогини Екатерины Австрийской. Брачный договор со стороны жениха был одобрен его регентами ещё в середине мая, а со стороны невесты — её отцом в середине июня.
Во время своего недолгого самостоятельного правления, Франческо успел подписать единственный договор — соглашение от 15 марта 1548 года с Венецианской республикой, регулировавшее приграничные споры двух государств. 9 мая того же года он принял при своём дворе брата супруги, эрцгерцога Максимилиана Австрийского, посетившего Мантую по дороге за невестой-инфантой в Испанское королевство. В конце декабря Франческо прибыл в Милан на свадьбу двоюродной сестры, где во время свадебных торжеств познакомился с испанским наследным принцем Филиппом. Последний по приглашению герцога посетил Мантую и гостил при его дворе с 12 по 15 января 1549 года.
В августе 1549 года в Мантуе стали готовиться к предстоящему бракосочетанию самого Франческо. Организация свадебных торжеств была возложена на камергера герцогского двора Сабино Каландру. В середине октября невеста в сопровождении брата, эрцгерцога Фердинанда Австрийского, прибыла в Тренто. В Вероне их встретил кортеж из родственников жениха и сопроводил на виллу в Порто-Мантовано, где их ждала вдовствующая герцогиня. 22 октября 1549 года, под колокольный звон и артиллерийскую стрельбу, состоялся торжественный въезд кортежа герцогской невесты в Мантую. А на следующий день в церкви Святого Андрея, под руководством кардинала Кристофоро Мадруццо, князь-епископа Тренто, прошла церемония бракосочетания. Свадебные торжества длились больше недели. На круглосуточном пиру присутствовали восемь тысяч гостей. Известие о смерти римского папы Павла III, скончавшегося 10 ноября, стало причиной, по которой все торжества были прекращены.
Вскоре после этого умер и юный герцог. 9 декабря 1549 года, во время охоты, он упал в озеро Меццо и чудом не утонул. Однако, здоровье его пошатнулось. Франческо поразили приступы лихорадки, бывшие следствием сильнейшей пневмонии, и до конца января 1550 года герцог не мог подняться с кровати. Когда здоровье его немного улучшилось, Франческо попытался сразу вернуться к обычной жизни и участвовал в празднествах по случаю карнавала. Но состояние герцога снова резко ухудшилось. Врачи оказались бессильны, и 21 февраля 1550 года в Мантуе он умер в окружении родственников. После того, как выяснилось, что его вдова не беременна, наследником был объявлен брат покойного герцога. Франческо похоронили в Мантуе в церкви Святой Павлы. По некоторым современным источникам его останки покоятся в той же Мантуе, но в базилике Святой Варвары.